# Bacchanália
A bacchanália a görög-római vallásban Bacchus isten köré szerveződő orgiasztikus és misztikus ünnepségek voltak, amelyek a görög Dionüszosz különféle elemeire épültek. Valószínűleg a termékenységi istenek szertartásaiból származott.

## A kultusz

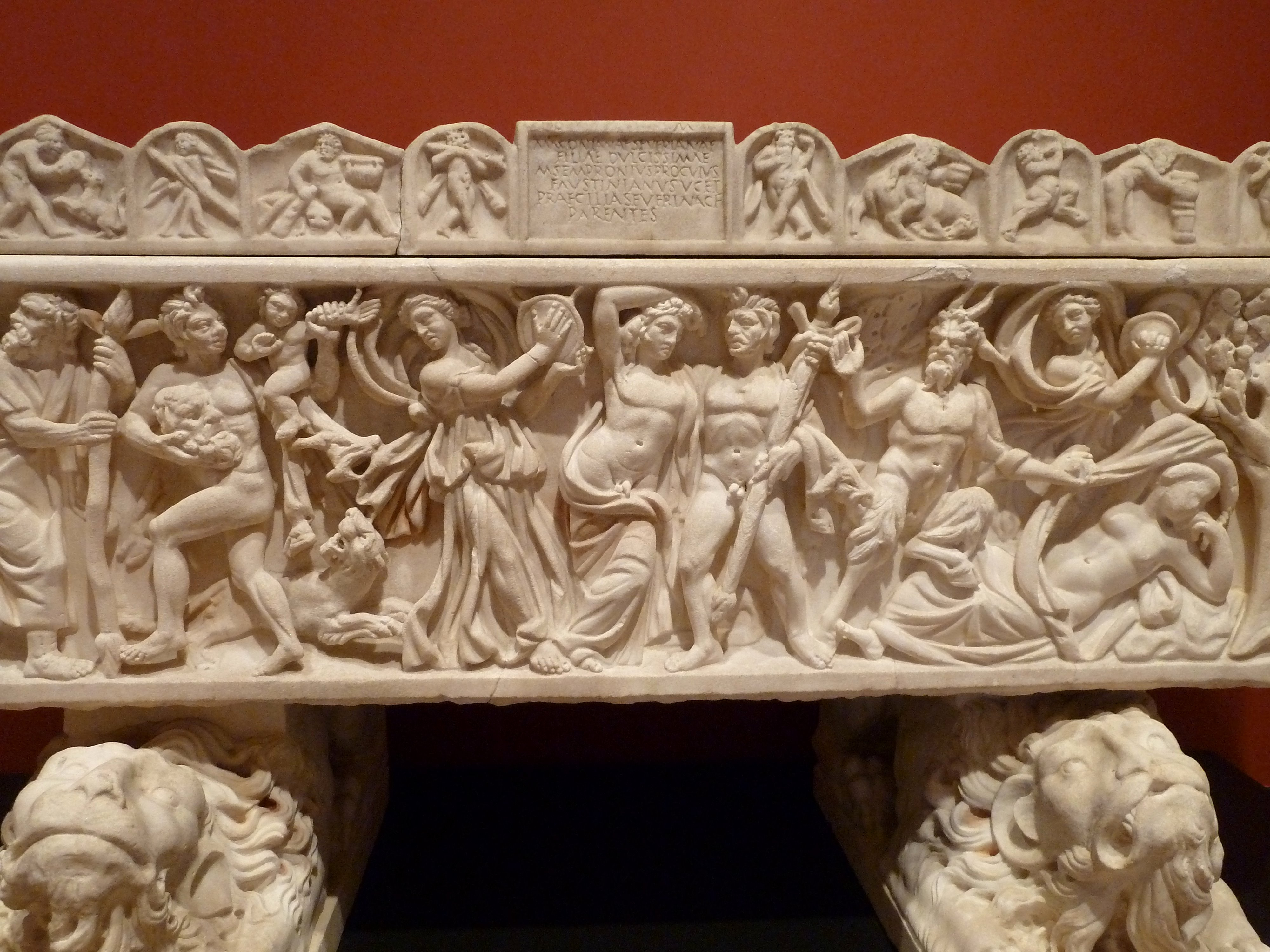
Bacchus-ünnep. Ókori római szarkofág domborműve.

Görögországból terjedt el először Itália déli részén (Magna Graecia) és Etrurián, majd egész Itáliában és Rómában.
A kultusz valószínűleg Kr.e. 200 körül érkezett Rómába. Azonban, mint minden görög-római misztériumról, nagyon keveset tudunk a rítusaikról.
Eleinte az év két-három napján, az éj leple alatt végezték összejöveteiket, csak nők részvételével. Rómában az Aventinus melletti ligetben, március 16-17-én gyűltek össze.
Később a felvételt kiterjesztették a férfiakra is, és havonta akár ötször tartottak ünnepséget. Ezeket az ünnepeket vad mulatozással párosították.
Valláspszichológiai szempontból a görög Dionüszia  és a római Bacchanália mámorító tavasz- és termékenységkultuszként fogható fel, amely nem utolsósorban az emberi örömmel, a szexualitással függ össze. Livius írása azt sugallja, hogy a hívek erkölcsi bűnei miatt háborodott fel a politikai elit. A kultusz hírnevét a fesztiválok orgiái adták.

## A Bacchanalia-botrány
Kr. e. 186-ban bosszúból egy szabadosnő feljelentést tett. Vallomásából tudjuk, hogy a beavatottak összejövetele Rómában egy hónapban ötször ismétlődött, mely alkalmakkor nők és férfiak a legszemérmetlenebb módon mulatoztak. A résztvevők többsége nő volt, akik éppúgy, mint a férfiak, az előkelő osztályhoz tartoztak. A szenátus megdöbbenve hallgatta e dolgokat, s szigorú vizsgálatot rendelt el. Miután a római szenátus fenyegetésnek tekintette, úgy gondolva, hogy politikai nézeteik ellen lázadnak, el akarták nyomni a misztériumkultuszt, hogy elkerüljék a lázadást. 
A Bacchanalia megreformálását célzó szenátori törvény megpróbálta ellenőrizni szervezetüket és papságukat, halálbüntetéssel fenyegetve őket. A közbiztonság érdekében erkölcstelenség címén betiltották.
Sok ezer embert találtak bűnösnek, sokat kivégeztettek, s a kultuszt Rómában és egész Itáliában ellenőrizet alá helyezték.
A konzulok egész Itáliában házkutatásokat tartattak, amelyek számos kivégzést, száműzetést és bebörtönzést eredményeztek.

## Későbbiek
A rendelet megszegőire kiszabott súlyos büntetés ellenére a bacchanáliákat – legalábbis Dél-Itáliában – sokáig nem sikerült felszámolni. Ezt mutatják a pompeii Villa dei Misteri freskói is.
A megreformált Bacchanalia-rítusokat összevonták az ellenőrzött Liberalia  fesztivállal. Bacchus, Liber és Dionüszosz gyakorlatilag felcserélhető istennevek a késői köztársasági korszak alatt, és a rejtélyes kultusz kitartott a római birodalom idejéig.
A neve sokáig megmaradt a zajos ünnepségek jelölésére.